# Modrafalva
Modrafalva (1899-ig Mudrócz, szlovákul: Mudrovce) község Szlovákiában, a Kassai kerület Kassa-környéki járásában.

## Fekvése
Kassától 24 km-re északkeletre, az Eperjes-Tokaji-hegység északnyugati oldalánál fekszik.

## Története
A falu valószínűleg a 13. század végén keletkezett. Kialakulásában a közeli Lipóc vára nagy szerepet játszott, mivel a vár szolgálófalujaként jött létre. 1406-ban „Modrafalua” néven említik először, a lipóci uradalomhoz tartozott. Ekkor 12 portát számláltak a településen, amely hozzávetőleg 80 lakost jelent. 1427-ben Dobi György, 1567-ben Perényi Gábor (mindössze két adózó portával), 1572-ben Homonnay Ferenc birtoka volt. 1591-ben Lipóc várát lerombolták. 1601-ben a terebesi uradalom része volt. A 17. század második felétől a település csaknem elnéptelenedett. 1715-ben 9, 1720-ban 5 jobbágycsalád lakta.
A 18. század végén Vályi András így ír róla: „MUDRÓCZ. Mudrovce. Tót falu Sáros Várm. földes Ura a’ K. Kamara, lakosai többfélék, fekszik Keczer Peklinnek szomszédságában, és annak filiája, határja soványos, réttye jó, a’ só fözésnél van keresetre módgyok, fája elég van.”
Fényes Elek 1851-ben kiadott geográfiai szótárában így ír a faluról: „Mudrócz, tót falu, Sáros vármegyében, Ránkhoz 1/4 mfd. 25 kath., 136 evang., 6 zsidó lak. F. u. a kamara.”
A trianoni diktátumig Sáros vármegye Lemesi járásához tartozott.

## Népessége
| Év:            | 1994. | 2004.   | 2014. | 2024.    |
| -------------- | ----- | ------- | ----- | -------- |
| Emberek száma: | 75    | 80      | 76    | 64       |
| Eltérés:       |       | +6,66 % | -5 %  | -15,78 % |

| Év:            | 2023. | 2024.   |
| -------------- | ----- | ------- |
| Emberek száma: | 62    | 64      |
| Eltérés:       |       | +3,22 % |

1910-ben 125, túlnyomórészt szlovák lakosa volt.
2001-ben 69 lakosából 68 szlovák volt.
2011-ben 74 lakosából 71 szlovák.

## Nevezetességei
- Határában állnak Lipóc (Lipovec) várának romjai. Eredeti neve Éleskő volt és a 13. században az Aba nembeli Demeter fia Sándor építtette. 1440 körül Giskra elfoglalta, 1591-ben rombolták le.